# A Poet's Life
A Poet's Life è un album solista del cantante e chitarrista Tim Armstrong (Rancid) in collaborazione con gli The Aggrolites, il disco è uscito il 22 maggio 2007.

## Il disco
A Poet's Life è il primo album da solista di Tim Armstrong frontman dei Rancid e membro dei Transplants ed ex Operation Ivy. La sonorita di questo disco si discosta dallo ska punk tipico dei Rancid avvicinadosi invece al reggae, grazie alla collaborazione degli The Aggrolites, una band reggae sotto etichetta della Hellcat Records, da sempre fonte di ispirazione per Armstrong. Il disco è reperibile su internet per il download gratuito come era stato promesso dall'autore Tim Armstrong ai suoi fan, altrimenti è possibile acquistare il CD con il DVD comprendente momenti della registrazione e il video di ciascuna traccia.

## Tracce
1. Wake Up
2. Hold On
3. Into Action
4. Translator
5. Take This City
6. Inner City Violence
7. Oh No
8. Lady Demeter
9. Among The Dead
10. Cold Blooded